# Siarhiej Cichanouski
Siarhiej Leanidawicz Cichanouski (biał. Сяргей Леанідавіч Ціханоўскі; ur. 18 sierpnia 1978 w Homlu) – białoruski bloger, opozycjonista i działacz prodemokratyczny, autor kanału na YouTube „Państwo do życia”, mąż Swiatłany Cichanouskiej. W latach 2020–2025 więziony na Białorusi.
Szeroką popularność zyskał dzięki kandydowaniu na urząd Prezydenta Republiki Białoruś oraz z powodu odmówienia rejestracji kandydatury przez Centralną Komisję Wyborczą Republiki Białorusi. W związku z tym jego żona Swiatłana Cichanouska, na krótko przed końcem terminu składania podań, złożyła swoje dokumenty na rejestrację jako kandydatka na urząd prezydenta.

## Życiorys
Urodził się 18 sierpnia 1978 roku w Homlu. Ukończył Homelski Uniwersytet Państwowy im. Franciszka Skaryny. Jest przedsiębiorcą oraz właścicielem studia „Kompas”. Nagrywał reklamy i teledyski, pracował na Białorusi, Ukrainie i w Rosji. Studio nakręciło kilka znanych reklam takich jak klip dla rosyjskiej grupy muzycznej „Propaganda” lub dla showmana Aleksandra Rewwy. Według danych Federalnych Służb Statystyk Rosji wartość majątku spółki wyniosła około 13,2 mln rubli rosyjskich. Swój kanał na YouTube utworzył 11 marca 2019 roku. W swoich blogach opowiadał o życiu na Białorusi.

## Kandydatura na prezydenta
7 maja 2020 roku na swoim kanale YouTube Cichanouski opublikował wideo w którym mówił o swoim zamiarze udziału w kampanii prezydenckiej jako kandydat na prezydenta Republiki Białoruś w wyborach w 2020 roku. Dwa dni po ogłoszeniu został aresztowany. Stwierdził także, iż podczas wyborów głosy są fałszowane i wspomniał o bezprawiu białoruskich urzędników. Niektórzy członkowie jego zespołu zostali zatrzymani, lecz później zwolnieni. Centralna Komisja Wyborcza Republiki Białorusi odmówiła rejestracji Siarhieja ze względu na brak własnoręcznie podpisanego oświadczenia. Na godzinę przed końcem składania wniosków jego żona Swiatłana Cichanouska złożyła dokumenty do Centralnej Komisji Wyborczej Republiki Białorusi, w celu zarejestrowania własnego sztabu wyborczego. Siarhiej był liderem sztabu wyborczego swojej żony.

## Proces i skazanie
Cichanouski został oskarżony o organizowanie masowych zamieszek, rozpowszechnienia materiałów mających na celu podżeganie do nienawiści społecznej wobec przedstawicieli władz i organów ścigania, kierowania gróźb pod adresem przewodniczącej Centralnej Komisji Wyborczej, organizowanie akcji grupowych rażąco naruszających porządek publiczny i obejmujących użycie przemocy wobec funkcjonariuszy państwowych. 14 grudnia 2021 został skazany na 18 lat kolonii karnej. 21 czerwca 2025 Cichanouski znalazł się wśród czternastu zwolnionych więźniów wskutek rozmów Keitha Kellogga z Alaksandrem Łukaszenką.

## Życie prywatne
Mąż Swiatłany Cichanouskiej. Ma z nią dwójkę dzieci.